# Il pazzo di Hitler
Il pazzo di Hitler (Hitler's Madman) è un film del 1943 diretto da Douglas Sirk.
Il film fu una delle denunce più esplicite e documentate delle atrocità naziste ad essere realizzate nel periodo bellico. Il regista Douglas Sirk era Hans Detlef Sierck, noto attore tedesco che nel 1937 era fuggito dalla Germania trovando rifugio negli Stati Uniti. In Germania era rimasto il figlio da lui avuto dalla prima moglie, l'attrice Lydia Brincken, dalla quale si era separato nel 1928. Il giovane Klaus Detlef Sierck, utilizzato ancora ragazzo come attore in film di propaganda nazista, fu mandato a combattere come tanti suoi coetanei sul fronte orientale, dove morì nel 1944 a 19 anni.

## Trama
Il film racconta la strage avvenuta nel villaggio ceco di Lidice durante la seconda guerra mondiale e gli eventi che l'hanno preceduta. Nel 1942, gli Alleati paracadutarono un commando nell'area. Ricongiuntosi a Lidice con la resistenza ceca, il commando compie un attentato di cui rimane vittima il comandante nazista Reinhard Heydrich, il quale governava il Paese con pugno di ferro durante l'occupazione tedesca della regione. Per rappresaglia contro l'attentato, il capo delle SS Heinrich Himmler ordina la distruzione di Lidice. Gli uomini sono radunati in una chiesa che viene data alle fiamme; le donne e i bambini vengono mandati a morire nei campi di concentramento. La città stessa viene completamente rasa al suolo.

## Produzione
Il film fu prodotto dalla Producers Releasing Corporation (PRC). Gli esterni furono girati in California, ad Angeles Crest, nella Angeles National Forest. Le riprese durarono dal 26 ottobre all'inizio di dicembre del 1942 negli studios Fine Arts; nel 1943, dal 1º al 13 marzo, furono girate delle scene aggiuntive negli studi della Metro-Goldwyn-Mayer.

## Distribuzione
Il copyright del film, richiesto dalla Loew's Inc., fu registrato il 2 luglio 1943 con il numero LP12194.
Distribuito dalla Metro-Goldwyn-Mayer (MGM), uscì nelle sale cinematografiche statunitensi il 10 giugno 1943.